# Anh Quân
Anh Quân (tên đầy đủ là Trương Anh Quân, sinh ngày 3 tháng 10 năm 1971) là nhạc sĩ, nhà sản xuất âm nhạc đã nhận 2 đề cử và giành được 1 giải Cống hiến. Anh là con trai của nhạc sĩ Trương Ngọc Ninh và nghệ sĩ - phát thanh viên Đài tiếng nói Việt Nam Thu Hiền. Năm 1993, anh cùng Huy Tuấn lập nên ban nhạc Anh Em tại Đức. Năm 1998, Anh Quân lập gia đình với ca sĩ Mỹ Linh, cùng ban nhạc Anh Em đưa tên tuổi của Mỹ Linh trở thành một trong những diva của làng nhạc nhẹ Việt Nam. Hiện nay, ngoài sáng tác, Anh Quân cũng trở thành một nhà sản xuất âm nhạc thành công.
Anh Quân từng là thành viên của Hội đồng thẩm định chương trình Bài hát Việt (2010-2013). Anh từng là giám khảo chương trình Thần tượng âm nhạc: Vietnam Idol (mùa 5) (2014).

## Tuổi thơ
Anh Quân sinh ra tại Hà Nội, là con của một gia đình nổi tiếng với cha là nhạc sĩ Trương Ngọc Ninh và mẹ là nghệ sĩ Thu Hiền. Họ có một căn hộ nhỏ tại khu tập thể Đài Tiếng nói Việt Nam ở Ngã Tư Vọng. Anh Quân có một người em gái là ca sĩ - người dẫn chương trình Văn nghệ Chủ nhật Hương Ly.
Cha là nhạc sĩ, Anh Quân dễ dàng có được niềm niềm đam mê với âm nhạc. Năng khiếu của Anh Quân sớm được nhạc sĩ Trương Ngọc Ninh phát hiện, bồi đắp và nuôi dưỡng. Năm 7 tuổi, Anh Quân được học violon tại Nhạc viện Hà Nội dưới sự dìu dắt của nghệ sĩ Tạ Bôn, và tới năm 14 tuổi, anh được chọn đi du học tại Liên Xô.
Dù phải sống trong thời kỳ bao cấp khó khăn, cậu bé Anh Quân không bao giờ cảm thấy thiếu thốn về vật chất cũng như tình thương từ cha mẹ. Anh nhớ lại: "Mình còn quá nhỏ tuổi nên không để ý được là bố mẹ phân chia công việc như thế nào nhưng chỉ biết là bố mẹ, hoặc ít nhất là một trong hai người, luôn ở bên cạnh các con và luôn có mặt khi tôi cần." Anh luôn biết ơn bố mẹ là những người đã tạo nên thành công cho mình: "Điều đáng quý nhất mà tôi thừa hưởng từ bố mẹ là được lớn lên trong tình thương yêu của gia đình. Tôi trở thành một người tự tin và biết sống thương yêu người khác!"

## Sự nghiệp
Ngay từ khi chưa biết nốt nhạc nào, Anh Quân đã có thể đệm trống một cách dõng dạc cho những bản nhạc của bố, với sự nhạy cảm tiết tấu rất rõ ràng. Sau 4 năm sơ cấp khoa violon ở Nhạc viện Hà Nội, anh được các chuyên gia Liên Xô sang trường tuyển thẳng vào Nhạc viện Tchaikovsky. Ngay trong những năm là sinh viên dưới mái trường âm nhạc cổ điển hàng đầu châu Âu này, tình yêu với nhạc nhẹ đã âm thầm nhen nhóm, ngoài giờ học ở trường, Anh Quân cùng bạn bè chơi nhạc và hát ở các nhà hàng, quán bar. Năm 1990, Liên Xô tan rã. Theo bạn bè, từ Nga, anh tìm đường sang Ba Lan, rồi sang Đức, kiếm sống bằng nhiều nghề để được tiếp tục chơi nhạc.
Anh Quân tốt nghiệp violon ở Nhạc viện, nhưng sau đó "vì yêu nhạc nhẹ quá", nên anh quyết định chuyển sang chơi guitar.
Anh Quân và Huy Tuấn gặp nhau từ Nhạc viện Hà Nội rồi cùng nhau sang Nga. 2 người bạn từ thuở nhỏ với cùng niềm đam mê đã lập nên ban nhạc Anh Em tại Đức vào năm 1993. Họ từng thực hiện một album có tên là Thiên đường. Huy Tuấn nói về tình bạn với Anh Quân: "Tôi nói với Quân: "Tao với mày đi đâu cũng có nhau, cái gì cũng nghĩ chung, làm chung, cùng nghe một thứ nhạc, cùng thích chơi một thứ nhạc. Tao đi đâu cũng thấy… mày bên cạnh. Tao qua Nga mày cũng qua Nga. Tao qua Ba Lan mày cũng qua Ba Lan. Qua Đức mày cũng qua Đức. Tao ngoái lại lúc nào cũng nhìn thấy mày. Như thế quá bằng "Anh Em" còn gì! Còn hơn cả anh em!" Kể cũng lạ, không biết sao chúng tôi cứ bám rịt lấy nhau như thế, trong khi hồi đấy cãi nhau là chính, toàn về nhạc nhẽo (chỉ khi về nước, lấy vợ rồi mới… đỡ cãi nhau). May mà hồi đấy chưa có mốt "gay" chứ không thì đã bị coi là một "cặp đôi hoàn hảo" rồi!". Anh Quân nói: ""Anh Em" vì thế quả đúng là cái tên phản ánh rất đúng mối quan hệ giữa tôi và Tuấn vì có lẽ, ngay cả đến anh em trong nhà cũng không thể thân nhau đến thế."
Năm 1997, ban nhạc Anh Em trở về Việt Nam và cộng tác với Mỹ Linh. Năm 2000, họ thực hiện thành công album Tóc ngắn tạo tiếng vang lớn trong dư luận và góp phần đưa Mỹ Linh trở thành "diva gần gũi với công chúng". Kể từ đó, họ trở thành ê-kíp chính của cô, góp phần tạo nên phong cách của "Tóc ngắn".
Năm 2004, Anh Quân bắt đầu thử sức với việc sản xuất qua việc cộng tác với ca sĩ của Sao Mai điểm hẹn Phương Anh. Tuy nhiên, cả Huy Tuấn lẫn Anh Quân không thể đưa Phương Anh ra "ánh sáng", dù cô đã có một số thành công nhất định. Với Phương Anh, cô đành chấp nhận một vị trí khiêm tốn trong số những ca sĩ tiềm năng. Còn với Anh Quân, trong vị trí một "ông bầu", một nhà sản xuất, đó có thể xem là một dự án không thành. Năm 2005, nhạc sĩ Dương Thụ "mang tới" cho Anh Quân một giọng hát triển vọng từ phương Nam. đó là ca sĩ Nguyên Thảo. Gần như ngay lập tức họ cùng bắt tay vào dự án mang tên Suối & cỏ. Năm 2006, album Suối & cỏ trình làng và trở thành hiện tượng: album này lọt vào bảng đề cử Album của năm giải Cống hiến, còn giọng hát chưa từng xuất hiện trên sân khấu lớn Nguyên Thảo đã được ngầm xem như người kế vị của các diva. Thế nhưng, cũng với album này, phong cách hát của Nguyên Thảo bị so sánh quá giống với Mỹ Linh.
Ngoài Mỹ Linh, ban nhạc Anh Em của Anh Quân vẫn luôn tiếp tục cộng tác với nhiều ca sĩ như Tuấn Ngọc, Thanh Lam, Hồng Nhung, Quang Dũng, Hà Anh Tuấn, Đức Tuấn, Văn Mai Hương, Tùng Dương, Nguyên Lê, Đinh Mạnh Ninh, Tô Minh Đức, Mỹ Tâm..... Các chương trình cộng tác của ban nhạc Anh Em luôn được công chúng và giới chuyên môn đánh giá cao.
Kể từ năm 2011, Anh Quân nhận lời tham gia Hội đồng thẩm định của chương trình Bài hát Việt. Tới năm 2013, anh rời cương vị này.
Nói về Mỹ Linh trong tư cách đồng nghiệp, anh nói: "Tôi nghĩ rằng, trong cuộc sống, những người khó tính có thể gây khó chịu cho những người xung quanh. Nhưng trong nghệ thuật, đặc biệt là âm nhạc, thì sự khó tính là rất cần thiết. Khi nói đến điều này, tôi phải thầm cảm ơn Mỹ Linh vì đã hiểu, thông cảm và chia sẻ cùng tôi, ngay cả những khi tôi khó tính nhất." Về ban nhạc Anh Em, anh dành những lời cảm ơn: "Tôi có một ban nhạc, với những nhạc công chơi giỏi nhất, và đương nhiên tôi biết mình đang đứng ở đâu, đang làm gì chứ! Nên dư luận quả tình không có ý nghĩa là bao đối với tôi, không quá quan trọng với tôi."
Cuối năm 2012, anh cùng các nhạc sĩ Huy Tuấn và Quốc Trung đứng lên khởi xướng cuộc vận động "Nghe có ý thức" nhằm ủng hộ chiến dịch thu phí tải nhạc trực tuyến từ các trang web nhạc ở Việt Nam. Cuộc vận động sau đó được báo Thể thao & Văn hóa bầu chọn là một trong 10 sự kiện văn hóa của năm 2012.
Năm 2013, anh trở thành giám khảo cuộc thi Thần tượng âm nhạc: Vietnam Idol mùa thứ 5.

## Đời sống cá nhân

### Hôn nhân
Khi ở Đức, Anh Quân làm quen và sống với một 1 y tá ở đây. Họ có một người con gái, Anna (tên tiếng Việt là Mỹ Hà), sinh năm 1994. Tuy nhiên họ chia tay "vì những cách biệt văn hóa" và Anna về Việt Nam sống với bố.
~ Anh Quân
Trở lại Việt Nam vào năm 1997, Anh Quân cùng ban nhạc Anh Em tham gia cộng tác với một ca sĩ trẻ đang lên, đó là Mỹ Linh. Ca khúc "Biển khát" – sáng tác của cha anh, nhạc sĩ Trương Ngọc Ninh, sau này xuất hiện trong album Tóc ngắn (2000) – là lần đầu tiên 2 người quen nhau. Để thể hiện thiện chí, Mỹ Linh đã dành hết số tiền dành dụm để tặng ban nhạc một món quà mà sau này, nhạc sĩ Huy Tuấn gọi đó là "quà cưới": đó là một chiếc đàn guitar vô cùng đắt vào thời điểm đó. Năm 1998, Anh Quân và Mỹ Linh tổ chức đám cưới. Nói về cuộc hôn nhân, Huy Tuấn chia sẻ: "Lựa chọn khôn ngoan nhất của Mỹ Linh là lấy Anh Quân!". Anh Quân cũng nói về người vợ của mình: "Tôi chưa cưới người vợ nào ngoài Mỹ Linh. Linh là cuộc hôn nhân duy nhất của tôi. Mẹ của Anna chỉ là bạn gái cũ mà thôi." "Mỹ Linh chu toàn với gia đình và người đàn ông nào cũng chỉ mong có một người phụ nữ như vậy. Tôi chưa bao giờ hỏi, tình cảm của tôi dành cho Linh thay đổi thế nào trước và sau khi kết hôn. Có những việc mà chúng ta không nên dùng lý trí để cân đo. Tình nghĩa hay tình yêu, theo tôi là một. Mọi người cứ hay phân tách nó ra thôi." Năm 1999, họ có người con trai Trương Anh Duy và năm 2002, họ có con gái út là Trương Mỹ Anh.
~ Mỹ Linh
Về gia đình, Mỹ Linh nói về chồng: "Anh ấy chưa bao giờ là người háo danh. Đối với anh ấy, gia đình là quan trọng nhất và con cái là cả một "sự nghiệp"!" . Người bạn thân Huy Tuấn nói về gia đình Anh Quân – Mỹ Linh: "Điều kinh khủng nhất với một người đàn ông trong gia đình là bị mọi người hiểu rằng anh không phải là người kiếm tiền chính, không phải là trụ cột của gia đình – theo nếp nghĩ thông thường của người phương Đông... Đó thực sự là một định kiến lâu đời và theo tôi, chưa được công bằng cho lắm với đàn ông, nhất là với một người hết lòng vì gia đình như Anh Quân. Có ai có thể chịu đựng được điều đó suốt mười mấy năm trời không?" Về điều này, Anh Quân nói: "Tôi biết rõ cái tôi làm là đúng, và là của hiếm, ở đàn ông Việt. Gì chứ riêng về khoản chăm con, tôi là thằng đại khéo... Những chuyện đó, tôi cho là bình thường và làm nó một cách vui vẻ, tự nguyện, mặc ai nghĩ gì, chứ không đến nỗi phát khổ phát sở để mà cần phải có cái gọi là "nghị lực"!"
Anh nói thêm: "Trong cuộc sống, tôi là một người rất kỷ luật, không chỉ với mọi người xung quanh mà ngay với chính bản thân mình. Nguyên tắc của tôi là nếu Linh đi công tác thì không bao giờ các con tôi vắng bố một ngày. Tôi không bao giờ để cho các con phải ăn cơm một mình hoặc thiếu bố trước khi đi ngủ. [..] Không ai có thể bận rộn tới mức không có thì giờ dành cho con cả. Đó chỉ là sự ngụy biện mà thôi. Con cái đối với tôi rất lớn. Nó lớn hơn cả sự nghiệp của tôi."

### Đam mê
Ngoài âm nhạc, Anh Quân là người có niềm đam mê lớn tới công nghệ. Khi còn ở Đức và thực hiện album đầu tay Thiên đường cùng Huy Tuấn, anh đã thực sự bị cuốn hút với việc thực hiện âm nhạc bằng máy tính.. Album Tóc ngắn (2000) của Mỹ Linh mà chính tay anh cùng thực hiện sản xuất được coi là album tiên phong của làng nhạc Việt Nam cho việc áp dụng công nghệ này. Ngoài ra, Anh Quân cũng còn những sở thích khác nữa, như ô tô, iPhone và nuôi chó.
Mỹ Linh trả lời phỏng vấn trên tạp chí Đẹp số 150: "Có tiền hay có nhiều tiền? Nếu thật nhiều tiền, thì như Anh Quân vẫn hay nói với tôi, anh ấy sẽ xây dựng một trại trẻ mồ côi."

## Quan điểm âm nhạc
~ Anh Quân
Tu nghiệp ở châu Âu, những dòng nhạc phương Tây đã ngấm vào máu của Anh Quân. Cũng chính vì mê nhạc nhẹ mà kể cả khi có bằng về violon, anh cũng quyết định chơi guitar. Anh và Huy Tuấn lập ra ban nhạc Anh Em với anh chơi guitar còn Huy Tuấn chơi bass.
Anh nói về lần đầu tiên khi nghe tới Mỹ Linh: "Có lần về phép, tôi được Hương Ly – em gái tôi – chỉ cho nghe Mỹ Linh hát bài "Chị tôi", lúc đó được coi là bài hit của Linh. Kiểu tự sự đấy, tôi không "vào" được. Nhưng khi tiếp xúc, cảm thấy Linh thực sự là một kẻ say nghề, thì tôi mới muốn cùng cô ấy làm một cái gì đó thật tử tế cho âm nhạc, để xứng đáng với sự để ý hơn."
Anh nói về bước ngoặt năm 1997 "là trở về Việt Nam làm việc cùng Huy Tuấn, khi ấy thị trường âm nhạc Việt Nam có bước chuyển biến, dòng nhạc nhẹ khởi sắc. Ra đĩa Tóc ngắn cho Linh cũng là bước ngoặt lớn." Trong suốt sự nghiệp âm nhạc của Mỹ Linh kể từ năm 2000, R&B, funk và soul luôn là dòng nhạc chủ đạo, đưa cô trở thành một tên tuổi lớn của làng nhạc Việt. Anh Quân, với vai trò thủ lĩnh của ban nhạc Anh Em, nhà sản xuất và phụ trách chính về chuyên môn của ê-kíp, luôn là người đảm bảo tính nghệ thuật của các sản phẩm. Album Tóc ngắn năm 2000 không chỉ thay đổi quan điểm trong nhạc nhẹ Việt Nam mà còn tạo ra những chuyển biến về việc thực hiện sản phẩm âm nhạc phòng thu. Năm 2005, họ thành công với album Chat với Mozart viết nhạc R&B trên nền nhạc cổ điển. Tới năm 2011, Mỹ Linh cùng ê-kíp của ban nhạc Anh Em đã thử nghiệm phong cách nhạc pha jazz với chất liệu acoustic để thực hiện album Một ngày. Album tạo được thành công vang dội và góp phần xây đắp vững chắc tên tuổi của Anh Quân. Nói về chính mình, anh bộc bạch: "Tôi làm nhiều. Nhưng khái niệm nhiều ở đây không phải một lúc ra nhiều sản phẩm. Làm việc với tôi phải sâu một chút, như nghiên cứu về thu thanh, cách phối khí hoặc những thủ thuật mới."
Về quan điểm làm việc và sáng tác, Anh Quân thừa nhận: "Tôi kỹ tính trong công việc. Nhìn chung, tôi là người nghiêm chỉnh, nhưng không khó khăn, xét nét.""Trong công việc, tôi luôn làm cái gì mà tôi cho là đúng và tôi theo nó tới cùng. Tôi rất cẩn thận, cẩn thận tới mức nhiều khi thành ngớ ngẩn." Trong một bài phỏng vấn, nhạc sĩ Huy Tuấn nói về người bạn vong niên: "Quân khá là nguyên tắc và phần nào đó hơi cực đoan [..]. Quân hay nghiêng về nghệ thuật và luôn cho rằng cứ hay là người ta sẽ nghe chứ không nhất thiết phải dễ nghe." Nói về con trai của mình, nhạc sĩ Trương Ngọc Ninh nhận xét: "Quân cẩn thận và rất chuyên nghiệp trong cách làm âm nhạc. Trong suốt quãng thời gian thanh niên, Quân dành trọn tiền bạc, thời gian, thú vui vào âm nhạc. Sở dĩ Quân có uy tín trong nghề bởi sự làm ăn nghiêm túc, đề xướng ra những ý tưởng, dù đôi khi những ý tưởng mới của Quân chưa chắc được chấp nhận ngay."

## Tôn vinh
~ Bảo Chấn nói về Mỹ Linh
Trước khi Anh Quân và ban nhạc Anh Em thành công với Tóc ngắn (2000) của Mỹ Linh, R&B, funk và soul là những dòng nhạc mới và không có công chúng. Dẫu có những ý kiến rất trái chiều về Tóc ngắn, song những thành công liên tiếp sau đó của Mỹ Linh đưa cô trở thành diva đã khẳng định niềm tin và con đường đúng đắn mà Anh Quân đã xây dựng trong làng nhạc Việt. Ban nhạc Anh Em được công chúng và nhiều người trong nghề coi là ban nhạc hàng đầu của Việt Nam. Nhạc sĩ, nghệ sĩ nhân dân Trần Hiếu khi tham gia liveshow Trần Tiến – Như chờ từng giấc mơ (2011) đã tâm sự: "Suốt hơn 50 năm đi hát, tôi chưa thấy ban nhạc nào chơi hay đến thế!"
Made in Vietnam (2003) là album đầu tiên của Việt Nam được phát hành chính thức ở nước ngoài qua hãng Blue Tiger Records, trong khi đó Một ngày (2011) lại là album đầu tiên của Việt Nam được thực hiện và phát hành dưới dạng đĩa than (với sự cộng tác của kỹ thuật viên Doug Sax). Sau thành công vang dội của Một ngày, Anh Quân cũng ấp ủ kế hoạch thực hiện một liveshow hoàn toàn "acoustic".
Chat với Mozart từng giành số phiếu bầu áp đảo tại hạng mục Album của năm của giải Cống hiến 2005. Với Mỹ Linh Tour ’06, Mỹ Linh cũng về nhất với danh hiệu Ca sĩ của năm của giải Cống hiến 2006 trong khi album Suối & cỏ mà anh sản xuất cho ca sĩ Nguyên Thảo cũng có đề cử cho Album của năm tại đây. Tại Giải thưởng Cống hiến 2011, album Tóc ngắn acoustic – Một ngày của Mỹ Linh được trao giải Album của năm và Anh Quân được vinh dự nhận giải Nhạc sĩ của năm. Tại lễ trao giải, anh khiêm tốn nói về mình và ê-kíp ca sĩ Mỹ Linh: "Hôm nay tôi cảm thấy tôi rất may mắn, thứ nhất là tôi luôn được làm những việc mà tôi say mê, may mắn thứ hai là những say mê của tôi đã được nhìn nhận. Xin cảm ơn các nhà báo đã bầu chọn cho tôi. Xin cảm ơn vợ tôi, các con tôi, bố mẹ và đặc biệt ban nhạc Anh Em. Giải thưởng này cũng là món quà dành cho ban nhạc, những người đã song hành cùng tôi hàng chục năm trời" Tại buổi họp báo, anh nói: "Một lần nữa, tôi vẫn nghĩ rằng mình gặp may. Tôi biết có nhiều người tử tế nhưng chưa bao giờ họ được biết đến đúng với những gì họ làm. Và tôi cũng từng nghĩ mình là một người như thế cho đến trước giây phút này… Giải thưởng Nhạc sĩ và Album của năm là động lực tinh thần, không quy ra vật chất được, để chúng tôi tiếp tục hướng tới phía trước." Nói về giải thưởng này, Huy Tuấn chia sẻ: "Đúng là, riêng với Anh Quân, những cái gì thuộc về bề nổi chưa bao giờ là điều anh ấy quan trọng nhất. Nên kể cả có hay không có giải Cống Hiến vừa rồi, anh ấy cũng vẫn sẽ tiếp tục sống bình thản như thế. [..] Mười mấy năm ấy, bạn tôi đã phải chịu đựng quá nhiều điều tiếng, phải hy sinh quá nhiều thứ để có được Mỹ Linh bây giờ, gia đình bây giờ và cả sự nghiệp bây giờ. Chẳng dễ dàng gì chịu đựng được bằng ấy thứ trong suốt mười mấy năm trời với một cái nghề mà danh tiếng và sự đánh giá của dư luận là rất quan trọng."
Nói về người chồng của mình trên tư cách đồng nghiệp, Mỹ Linh nói: "Khách quan mà nói Anh Quân là người yêu nghề, kỹ càng và sâu sắc. Nhưng hơn hết, ở anh ấy luôn có sự chân thành và công bằng. Cho dù cộng tác với ai thì ở anh ấy cũng chỉ một thái độ làm việc ấy mà thôi. Đấy cũng chính là điểm mà tôi thấy yêu và nể phục anh ấy. [..] Tôi nghĩ nếu buộc phải chọn giữa việc bị người ta ghét hoặc bị người ta khinh thì anh Quân sẽ luôn chọn cái thứ nhất."

## Danh sách đĩa nhạc

### Sản xuất
| Mỹ Linh - Tóc ngắn (2000), cùng Dương Thụ - Vẫn mãi mong chờ – Tóc ngắn II (2002), cùng Huy Tuấn, Dương Thụ - Made in Vietnam (2003), cùng Huy Tuấn - Chat với Mozart (2005), cùng Huy Tuấn - Để tình yêu hát (2006), cùng Huy Tuấn - Một ngày – Tóc ngắn Acoustic (2011), cùng Huy Tuấn - Chat với Mozart II (2018) cùng Huy Tuấn Ban nhạc Anh Em - Thiên đường (EP – 1995, không chính thức phát hành), cùng Huy Tuấn - Lại gần bên anh (1997) Thu Phương - Như chưa bắt đầu (2002), cùng Huy Tuấn Mars Anh Tú (Tú Dưa) - 4 mùa trong anh (2003), cùng Huy Tuấn Nguyên Thảo - Suối & cỏ (2006), cùng Dương Thụ | Phương Anh - Giấc mơ (2006), cùng Huy Tuấn - 9 (2008), cùng Huy Tuấn Đức Tuấn - Bây giờ... biển mùa đông (2010) Anna Trương - Những bài hát đầu tiên (EP – 2012) - Một nửa yêu thương (2013) Nhật Thủy - Tỉnh giấc (2015) Mỹ Anh - Bài hát cho Bi (2016) Vũ Thảo My - 1.0 (2024) |

### Hòa âm phối khí
- 24 giờ 7 ngày (2004) của Hồ Ngọc Hà, sản xuất bởi Huy Tuấn.
- Hãy mỉm cười (2011) của Văn Mai Hương, sản xuất bởi Huy Tuấn.

### Liveshow
- Duyên dáng Việt Nam.
- Mỹ Linh – Mỹ Linh và Anh Em (1999).
- Mỹ Linh – Tóc ngắn (2001).
- Mỹ Linh – Mỹ Linh Tour '06 (2006).
- Mỹ Tâm – Nhịp đập đam mê (2011).
- Hồng Nhung, Quang Dũng – Vì ta cần nhau (2011).
- Trương Ngọc Ninh – Con đường âm nhạc: Biển khát (2011).
- Mỹ Linh, Đức Tuấn – Những ngày mộng mơ (2011).
- Nguyên Lê – Quê nhà (2011).
- Bài hát Việt (2011, 2012).
- Văn Mai Hương (cùng Thanh Bùi, Hà Anh Tuấn, Phương Linh) – Ngày chung đôi (2012).
- Anh Quân, Mỹ Linh, Thanh Lam, Quốc Trung – Cầm tay mùa hè (2012).
- Series liveshow In the Spotlight bao gồm:
  - Tuấn Ngọc (cùng Mỹ Linh) – Riêng một góc trời (2012).
  - Hồng Nhung (cùng Mỹ Linh) – Có phải em mùa thu Hà Nội (2012).
  - Mỹ Linh (cùng Tuấn Ngọc, Im Tea Kyung) – Và em sẽ hát (2012).
  - Tùng Dương, Tuấn Ngọc, Hồng Nhung, Mỹ Linh – Trịnh Công Sơn: Gọi tên bốn mùa (2012, 2013).
  - Trần Thu Hà, Tấn Minh, Uyên Linh, Đông Hùng – Thanh Tùng: Chuyện tình của biển (2013).
  - Hồng Nhung, Mỹ Linh, Quang Dũng, Vũ Thắng Lợi – Người Hà Nội (2013).